# Фред Брукс
Фредерік Філіпс Брукс (англ. Frederick Phillips Brooks, Jr.; 19 квітня 1931 — 17 листопада 2022) — інженер програмного забезпечення та вчений-інформатик, відомий за управління розробкою ОС System/360 для IBM, та її наступників, а пізніше за опис цього процесу в книжці Міфічний людино-місяць. Брукс отримав за своє життя багато нагород, включаючи Національну медаль технологій та інновацій США у 1985, та премію Тюрінга у 1999.

## Життя та кар'єра
Народився в Даремі, Північна Кароліна, він поступив в університет Дюка, випустився в 1953, і отримав ступінь Ph.D. в прикладній математиці від Гарвардського університету в 1956. Його науковим керівником був Говард Ейкен.
Брукс приєднався до IBM у 1956, працюючи у Пугкіпсі, Нью-Йорк, та Йорктауні, Нью-Йорк. Він працював над архітектурою IBM 7030 Stretch, науковим суперкомп'ютером вартістю 10 мільйонів доларів, п'ять екземплярів якого були продані, та комп'ютером IBM 7950 Harvest для національного агентства з безпеки. Після цього він став менеджером проекту розробки сімейства System/360 та програмного пакету OS/360. Протягом цього часу він винайшов термін архітектура ЕОМ.
Свою найвідомішу фразу «Додавання нової робочої сили до відстаючого проекту тільки збільшує відставання.» він вперше вжив в книзі Міфічний людино-місяць. Сьогодні вона відома як Закон Брукса. На додачу до «Міфічного людино-місяця», Брукс також відомий через статтю «Срібної кулі немає: сутність та акциденція в програмній інженерії».
В 1964, Брукс заснував каферду комп'ютерних наук в Університеті Північної Кароліни в Чапел Хілл, та очолював його протягом 20 років. На 2010 рік, він досі там активно займається дослідженнями, в основному віртуальних середовищ, та науковій візуалізації.
Ювілейне видання на честь двадтятої річниці Міфічного людино-місяця з чотирма додатковими розділами було опубліковане в 1995.
В січні 2005 він провів щорічну лекцію Тюрінга IEE/BCS у Лондоні, на тему «Співпраця та віддалена співпраця в проектуванні». 

## Служби та членства
Він служив в багатьох американських національних радах та комітетах..
- Defense Science Board (1983—1986)
- Member, Artificial Intelligence Task Force (1983—1984)
- Chairman, Military Software Task Force (1985—1987)
- Member, Computers in Simulation and Training Task Force (1986—1987)
- National Science Board (1987—1992)

## Нагороди
В хронологічному порядку:
- Fellow, Institute of Electrical and Electronic Engineers (1968)
- McDowell Award for Outstanding Contribution to the Computer Art, IEEE Computer Group (1970)
- Computer Sciences Distinguished Information Services Award, Information Technology Professionals (1970)
- Guggenheim Fellowship for studies on computer architecture and human factors of computer systems, Cambridge University, England (1975)
- Член Національної інженерної академії США (1976)
- Fellow, American Academy of Arts and Sciences (1976)
- Computer Pioneer Award, IEEE Computer Society (1982)
- Національна медаль технологій та інновацій (1985)
- Thomas Jefferson Award, University of North Carolina at Chapel Hill (1986)
- Distinguished Service Award, Association for Computing Machinery (1987)
- Harry Goode Memorial Award, American Federation of Information Processing Societies (1989)
- Foreign Member, Royal Netherlands Academy of Arts and Sciences (1991)
- Honorary Doctor of Technical Science, Swiss Federal Institute of Technology, ETH Zurich (1991)
- Медаль Джона фон Неймана, Institute of Electrical and Electronics Engineers (1993)
- Fellow (initial inductee), Association for Computer Machinery (1994)
- Distinguished Fellow, British Computer Society (1994)
- Foreign Member of the Royal Academy of Engineering, U.K. (1994)
- Allen Newell Award, Association for Computing Machinery (1994)
- Bower Award and Prize in Science, Franklin Institute (1995)
- CyberEdge Journal Annual Sutherland Award (April, 1997)
- Премія Тюрінга, ACM (1999)
- Member, National Academy of Science (2001)
- Fellow Award, Музей комп'ютерної історії (2001)
- Eckert-Mauchly Award, Association for Computing Machinery and The Institute of Electrical and Electronics Engineers-Computer Society (2004)
- IEEE Virtual Reality Career Award (2010)